# Barry Opdam
Barry Opdam (* 27. Februar 1976 in Leiden) ist ein niederländischer Fußballspieler. Er spielt auf der Position des Verteidigers.

## Karriere

### Verein
Seine Karriere begann er beim FC Lisse. Ab der Saison 1996/97 spielte er bei AZ Alkmaar. Damals als Aufsteiger in die Ehrendivision gekommen, half Opdam, den Klub zu einer der Top-Mannschaften der Niederlande zu führen. 2004 qualifizierte sich die Mannschaft für den UEFA-Pokal, wo man bis ins Halbfinale vorstieß, dort aber Sporting Lissabon den Vortritt lassen musste. 2005 wurde man Dritter in der Liga und ein Jahr darauf Vize-Meister. 2007 zog der Verein ins Finale des KNVB-Pokals ein, konnte dieses aber nicht für sich entscheiden. Für den AZ hat Opdam über 300 Spiele bestritten, für einen Titel reichte es allerdings nie.
Im Sommer 2008 folgte er nach über zehn Jahren bei Alkmaar seinem ehemaligen Trainer Co Adriaanse nach Österreich zu Red Bull Salzburg. Die Ablöse betrug 1,5 Millionen €. In Salzburg bildete er mit Ibrahim Sekagya die Stamminnenverteidigung in der Saison 2008/2009. Trainer Adriaanse bezeichnete Opdam als seinen absoluten Wunschspieler. Bereits im ersten Jahr an der Salzach wurde der österreichische Meistertitel gewonnen. In der darauffolgenden Saison konnte der Erfolg wiederholt werden. Unter Huub Stevens spielte er als Ersatz für Franz Schiemer im defensiven Mittelfeld.
Nach der Saison 2009/10 verließ Barry Opdam Salzburg um ab Sommer 2010 seine Karriere beim FC Volendam in der zweithöchsten niederländischen Spielklasse ausklingen zu lassen.

### Nationalmannschaft
Für die niederländische Nationalmannschaft bestritt er seit 2005 acht Spiele; dabei erzielte er ein Tor. Sein erstes Spiel bestritt er am 4. Juni 2008 gegen Rumänien, welches 2:0 gewonnen wurde. Gegen die tschechische Auswahl erzielte Opdam seinen ersten Treffer für die Elftal.
2008 stand Opdam im niederländischen Kader für das olympische Fußballturnier, verzichtete jedoch zu Gunsten seines neuen Vereins Salzburg auf eine Teilnahme.

## Erfolge
- Österreichischer Meister: 2009, 2010